# Hans Roth
Hans Roth (ur. w 1903, zm. 7 listopada 1964 w Bernie)) – szwajcarski zapaśnik walczący w stylu wolnym. Olimpijczyk z Paryża 1924, gdzie zajął ósme miejsce w wadze ciężkiej.
Brat zapaśników: Roberta Rotha, złotego medalisty z Antwerpii 1920 i Fritza Rotha, uczestnika zawodów w Paryżu.

## Letnie Igrzyska Olimpijskie 1924
| Konkurencja       | Rundy eliminacyjne      | Rundy eliminacyjne    | Klas. końcowa |
| Konkurencja       | 1/8                     | 1/4                   | Miejsce       |
| ----------------- | ----------------------- | --------------------- | ------------- |
| +87 kg styl wolny | Hjalmar Nyström (FIN) Z | Toivo Pohjala (FIN) P | 8.            |